# گروشچنو
گروشچنو (به لهستانی:  Gruszczyno) یک روستا در لهستان است که در گمینا ستوچک واقع شده‌است.